# Camerún en los Juegos Olímpicos de Atlanta 1996
Camerún estuvo representado en los Juegos Olímpicos de Atlanta 1996 por un total de 15 deportistas que compitieron en 5 deportes.  
La portadora de la bandera en la ceremonia de apertura fue la atleta Georgette N'Koma. El equipo olímpico camerunés no obtuvo ninguna medalla en estos Juegos.